# Дзвіниця Гента
Дзвіниця Гента (нід. Belfort van Gent) — дзвіниця в місті Гент (провінція Східна Фландрія, Бельгія). Найвища дзвіниця Бельгії.
91-метрова дзвіниця Гента — одна з трьох середньовічних веж, розміщених у старому центрі міста, інші дві належать собору святого Бавона і церкві святого Миколая. Дзвіниця Гента належить до дзвіниць-бефруа міст Бельгії та Франції, внесених у 1999 році до Списку об'єктів Світової спадщини ЮНЕСКО.

## Історія будівництва
Будівництво вежі почалося 1313 року за проектом майстра Яна ван Хелста. Його плани досі зберігаються в міському музеї Гента. Будівництво йшло не надто швидко через війни, епідемії і політичні потрясіння, лише у 1380 році робота була завершена. Верхня частина будівлі була реконструйована кілька разів, зокрема, для розміщення все більшої кількості дзвонів.
Місцевий архітектор Лівен Круйл розробив проект шпиля у стилі бароко у 1684 році, але його проект не був реалізований і в 1771 році дзвіниця була закінчена шпилем за проектом архітектора Луї т-Кіндта. Неоготичний шпиль з чавуну був встановлений на вежі у 1851 році. Цей шпиль був зруйнований між 1911 і 1913 роками і був замінений на кам'яний. Роботи проводилися під керівництвом Валентена Ваєрейка, який взяв за основу оригінальний дизайн 14 століття.

## Галерея

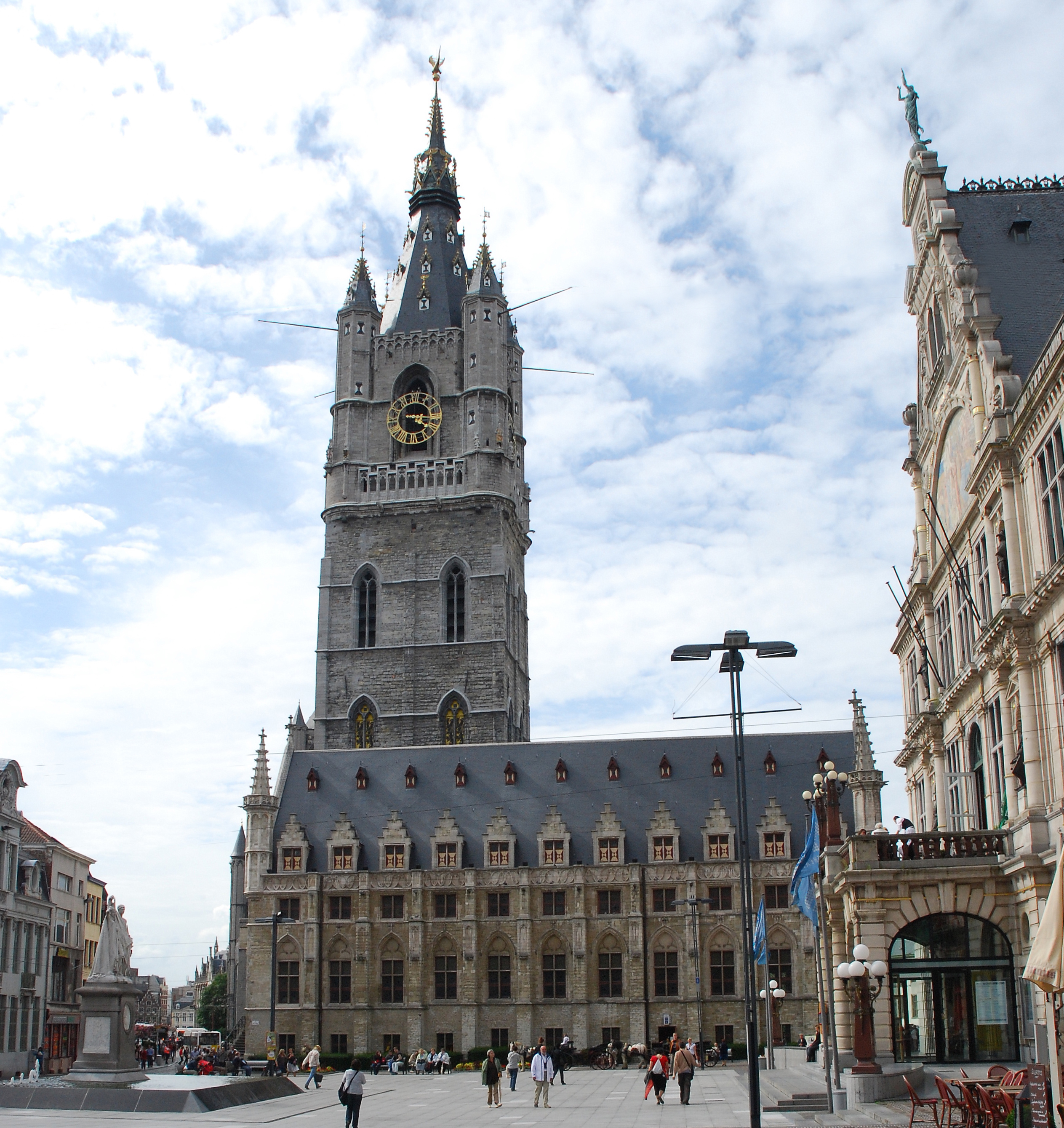
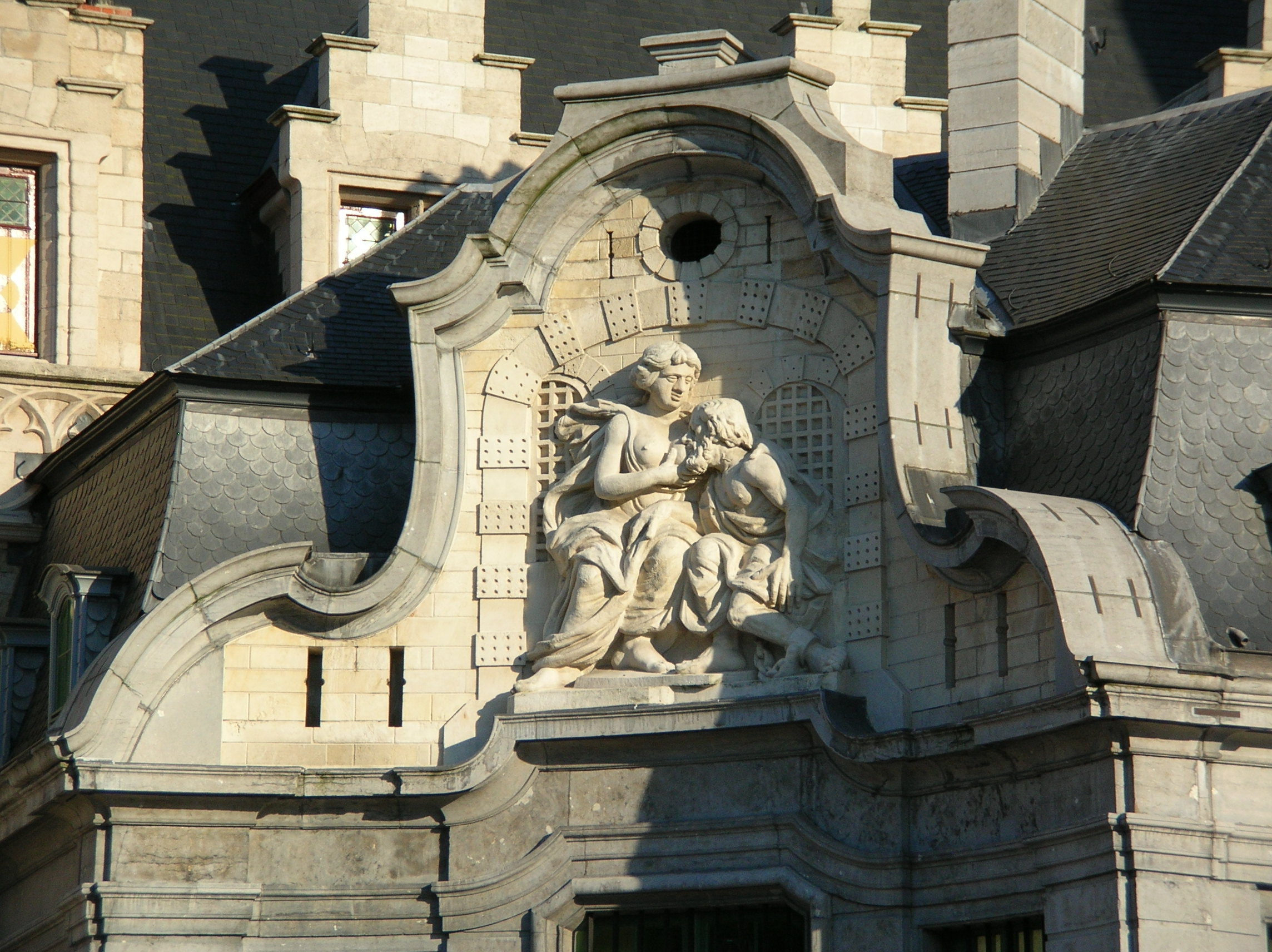
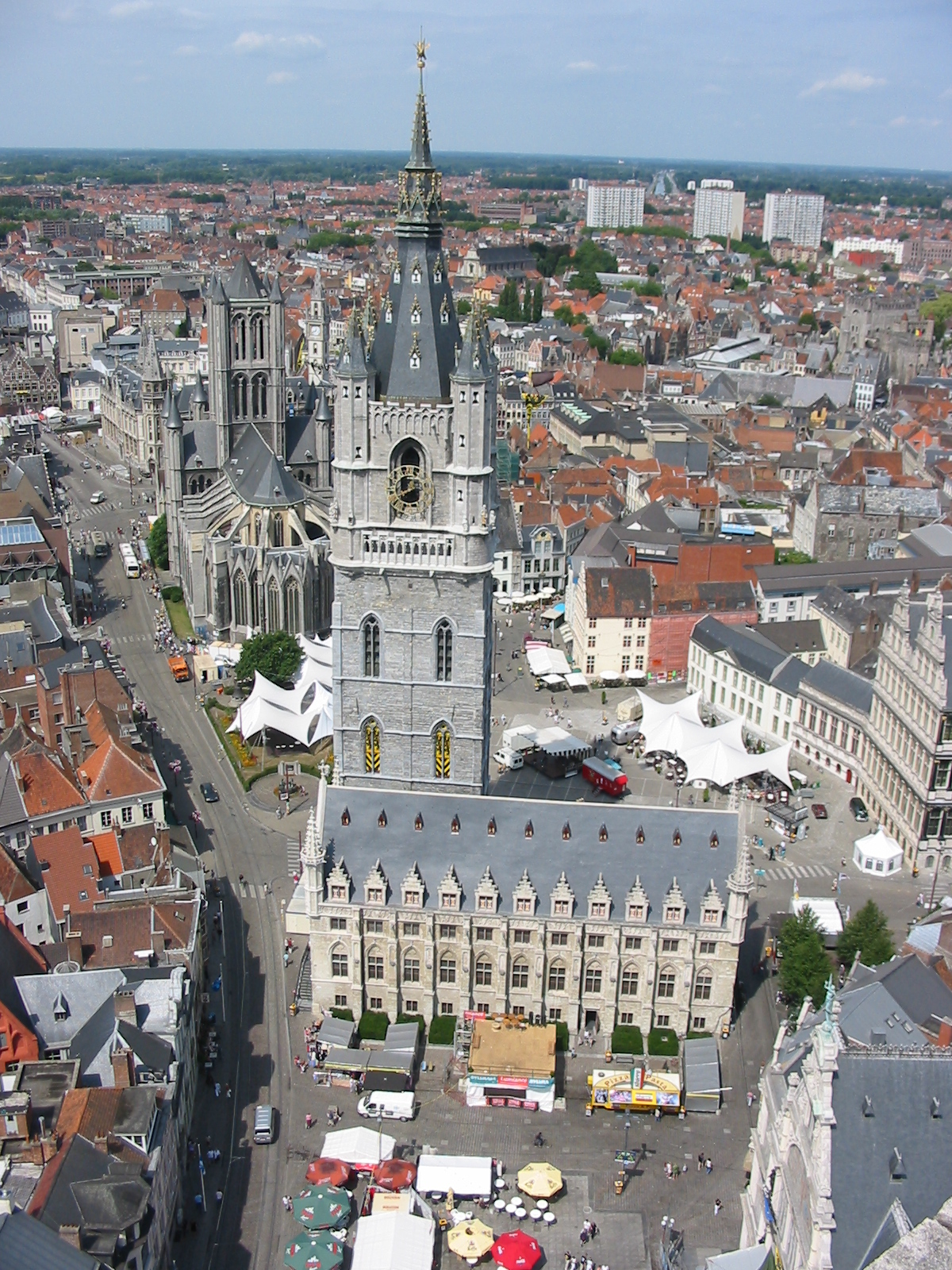
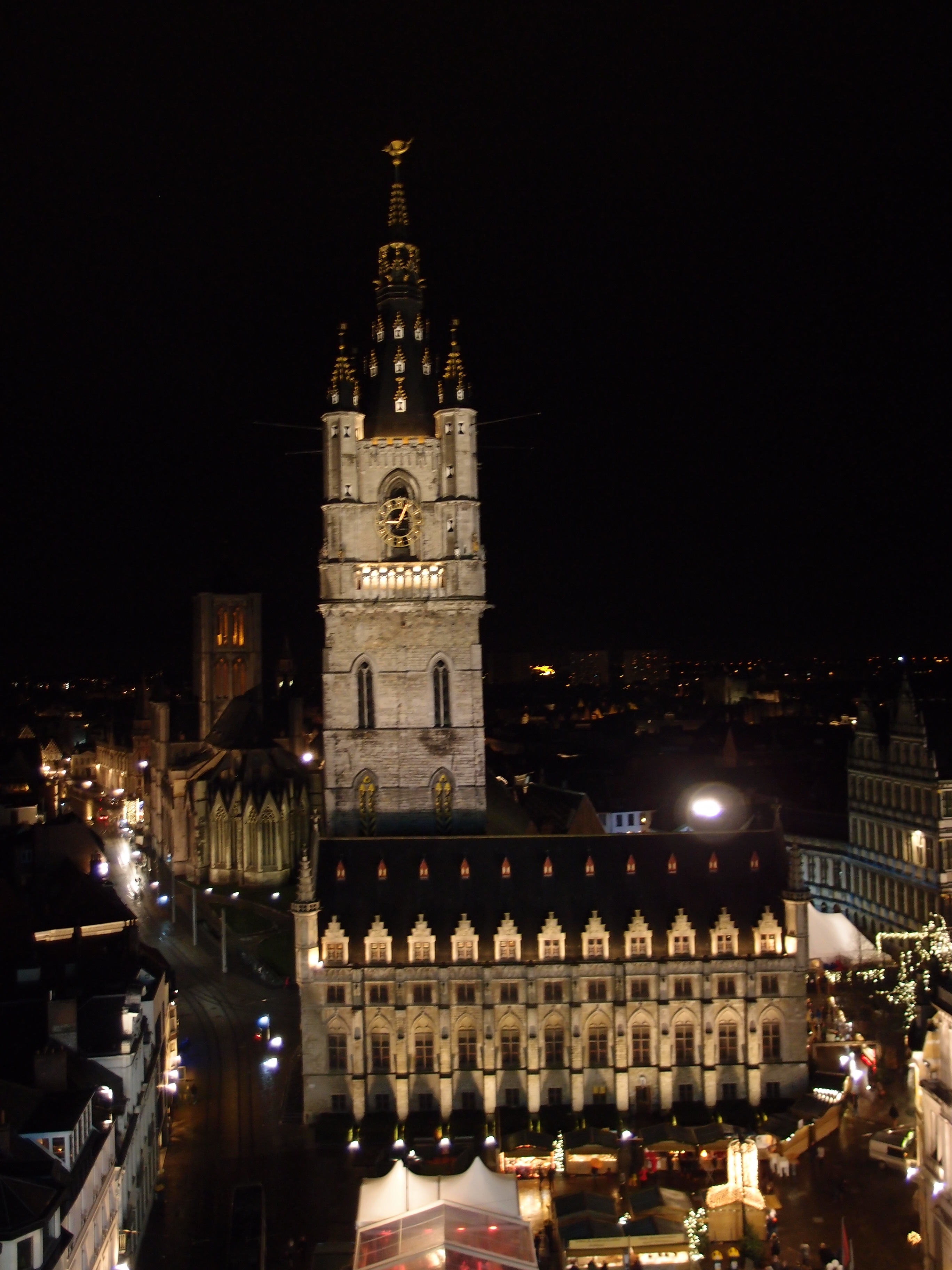